# Lago Fridolfinger
El lago Fridolfinger (en alemán: Fridolfingersee) es un lago situado en la región administrativa de Baja Baviera, en el estado de Baviera (Alemania). Tiene un área de 3 hectáreas y una profundidad media de 5 metros.